# Petra Kronberger
Pour les articles homonymes, voir Kronberger.
Petra Kronberger, née le 21 février 1969 à Sankt Johann im Pongau, est une skieuse alpine autrichienne qui a mis un terme à sa carrière sportive à l'âge de 23 ans après avoir tout gagné dans son sport : deux médailles d'or olympiques, un titre mondial et trois victoires consécutives au classement général de la Coupe du monde, étant par ailleurs la première femme à avoir réussi à s'imposer dans les cinq disciplines de son sport au cours d'une même saison. 

## Biographie
À l'âge de 23 ans, Petra Kronberger a déjà tout gagné : double championne olympique, championne du monde et trois gros globes de cristal remportés consécutivement (exploit que seule Annemarie Moser-Pröll a réussi avant elle). Elle est la première skieuse à s'imposer dans les cinq disciplines lors de la même saison (en 1990-1991). Elle figure parmi les six skieuses, avec Pernilla Wiberg, Janica Kostelić, Anja Pärson, Lindsey Vonn, Tina Maze et Mikaela Shiffrin à avoir au moins une victoire dans les cinq disciplines.
Petra Kronberger annonce sa fin de carrière en décembre 1992 : elle n'a en effet plus rien à prouver et elle décide donc d'arrêter sa carrière pour retrouver l'anonymat et une vie normale loin du « cirque blanc. »

## Palmarès

### Jeux olympiques d'hiver
| Épreuve / Édition | Calgary 1988 | Albertville 1992 |
| Descente          | 6e           | 5e               |
| Super-G           | -            | 4e               |
| Slalom géant      | 14e          | -                |
| Slalom            | -            | Or               |
| Combiné           | 11e          | Or               |

### Championnats du monde
| Épreuve / Édition | Vail 1989 | Saalbach 1991 |
| Descente          | 12e       | Or            |
| Super-G           | 8e        | 6e            |
| Combiné           | 7e        | -             |

### Coupe du monde
- Vainqueur du classement général en 1990, 1991 et 1992
  - Vainqueur de la coupe du monde de slalom en 1991
  - 16 victoires : 6 descentes, 2 super-G, 3 géants, 3 slaloms et 2 combinés
  - 35 podiums

#### Différents classements en coupe du monde
| Année/Classement | Année/Classement | Général | Général | Descente | Descente | Slalom | Slalom | Géant  | Géant  | Super-G | Super-G | Combiné | Combiné |
| ---------------- | ---------------- | ------- | ------- | -------- | -------- | ------ | ------ | ------ | ------ | ------- | ------- | ------- | ------- |
| Année/Classement | Année/Classement | Class.  | Points  | Class.   | Points   | Class. | Points | Class. | Points | Class.  | Points  | Class.  | Points  |
| 1988             | 1988             | 17e     | 76      | 10e      | 37       | -      | -      | -      | -      | 13e     | 15      | 3e      | 24      |
| 1989             | 1989             | 24e     | 53      | 18e      | 16       | 34e    | 3      | 29e    | 3      | 14e     | 12      | 5e      | 19      |
| 1990             | 1990             | 1re     | 341     | 2e       | 106      | 10e    | 56     | 3e     | 85     | 4e      | 69      | 3e      | 25      |
| 1991             | 1991             | 1re     | 312     | 3e       | 90       | 1re    | 83     | 7e     | 44     | 2e      | 70      | 4e      | 25      |
| 1992             | 1992             | 1re     | 1262    | 2e       | 432      | 4e     | 369    | 12e    | 165    | 8e      | 216     | 6e      | 80      |
| 1993             | 1993             | 45e     | 156     | 56e      | 4        | 19e    | 96     | 57e    | 6      | 22e     | 50      | -       | -       |

#### Détails des victoires
| Édition / Épreuve | Descente                      | Slalom                    | Géant                       | Super-G            | Combiné            | Total |
| 1990              | Panorama (en) (X2)            | Vemdalen                  | Hinterstoder Santa Caterina | -                  | Haus im Ennstal    | 6     |
| 1991              | Morzine Meribel               | Val Zoldana Kranjska Gora | Val Zoldana                 | altenmarkt Meribel | Bad Kleinkirchheim | 8     |
| 1992              | Serre Chevalier Panorama (en) | -                         | -                           | -                  | -                  | 2     |
| Total             | 6                             | 3                         | 3                           | 2                  | 2                  | 16    |